# Norra Härene kyrka
Norra Härene kyrka är en kyrkobyggnad som tillhör Sävare församling (tidigare Norra Härene församling) i Skara stift. Den ligger i kyrbyn Norra Härene i Lidköpings kommun.

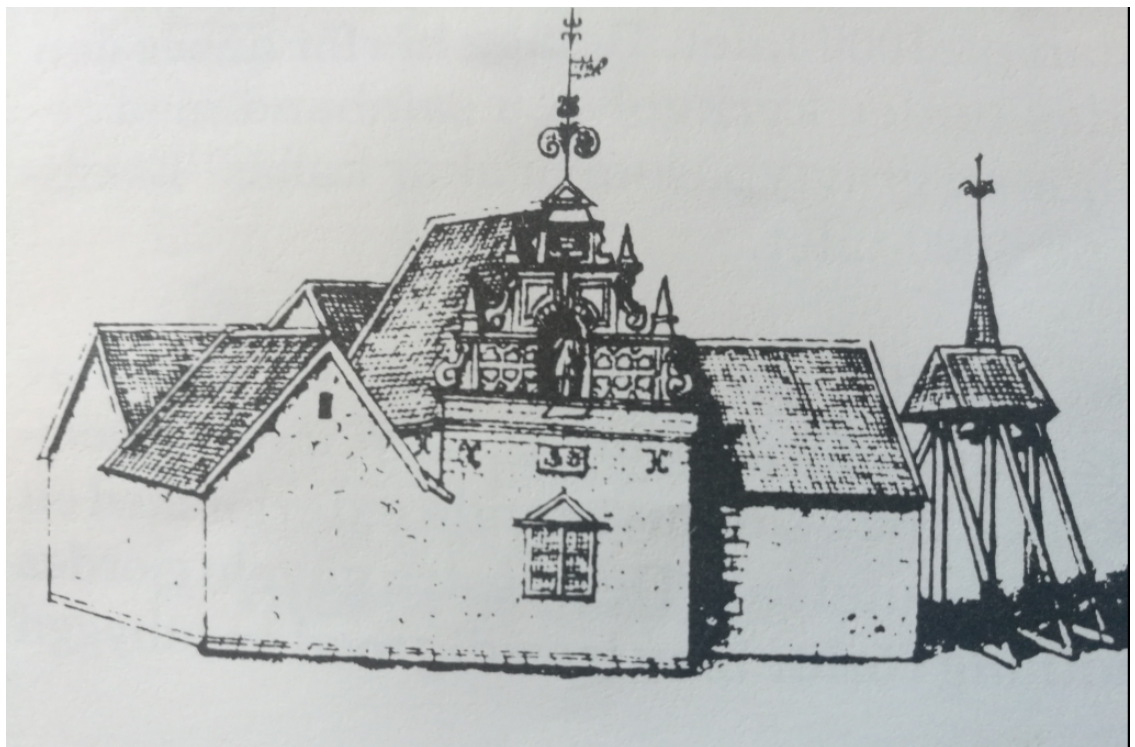
Norra Härene på 1600-talet. Från Johan Peringskiölds Monumenta.

## Kyrkobyggnaden
Den ursprungliga stenkyrkan uppfördes på 1100-talet. Senare förlängdes kyrkan tre meter åt öster, vilket troligen ägde rum på senmedeltiden. Åren 1735-1736 förlängdes kyrkan mot öster och fick ett tresidigt kor. Åren 1757-1775 breddades kyrkan åt norr. 1928 byggdes i öster en ny sakristia med källare som ersattes 1967 av nuvarande tegelsakristia.

## Inventarier
- En stående madonnaskulptur som tillhör en kalvariegrupp från 1200-talet utförd i ek. Höjd 70 cm. [1]
- En madonnaskulptur stående på månskäran från 1400-talet utförd i ek. Höjd 63 cm. [2]
- Dopfunten från medeltiden är troligen samtida med kyrkan. Cuppan pryds av reliefer föreställande Jesu dop, Mikael och draken mm.
- Predikstolen härstammar till viss del från 1600-talet, har ett ljudtak från 1700-talet samt fot och trappa från 1967.
- Nuvarande altaruppsats tillkom 1736 och har en altartavla från samma år av Johan Aureller.

### Klockor och klockstapel
Klockstapelns typ och stil är en blandning av 1600-, 1700- och 1800-tal och är en ovanlig bockkonstruktion bakom träpanelen. Detta därigenom att grundkonstruktionen av murad sten är ett par meter hög, alltså med ståhöjd under träbockarna. Stapeln har tre bockar med två klockor emellan och har tidigare varit öppen (utan träpanel). Storklockan är omgjuten i Skara 1786.

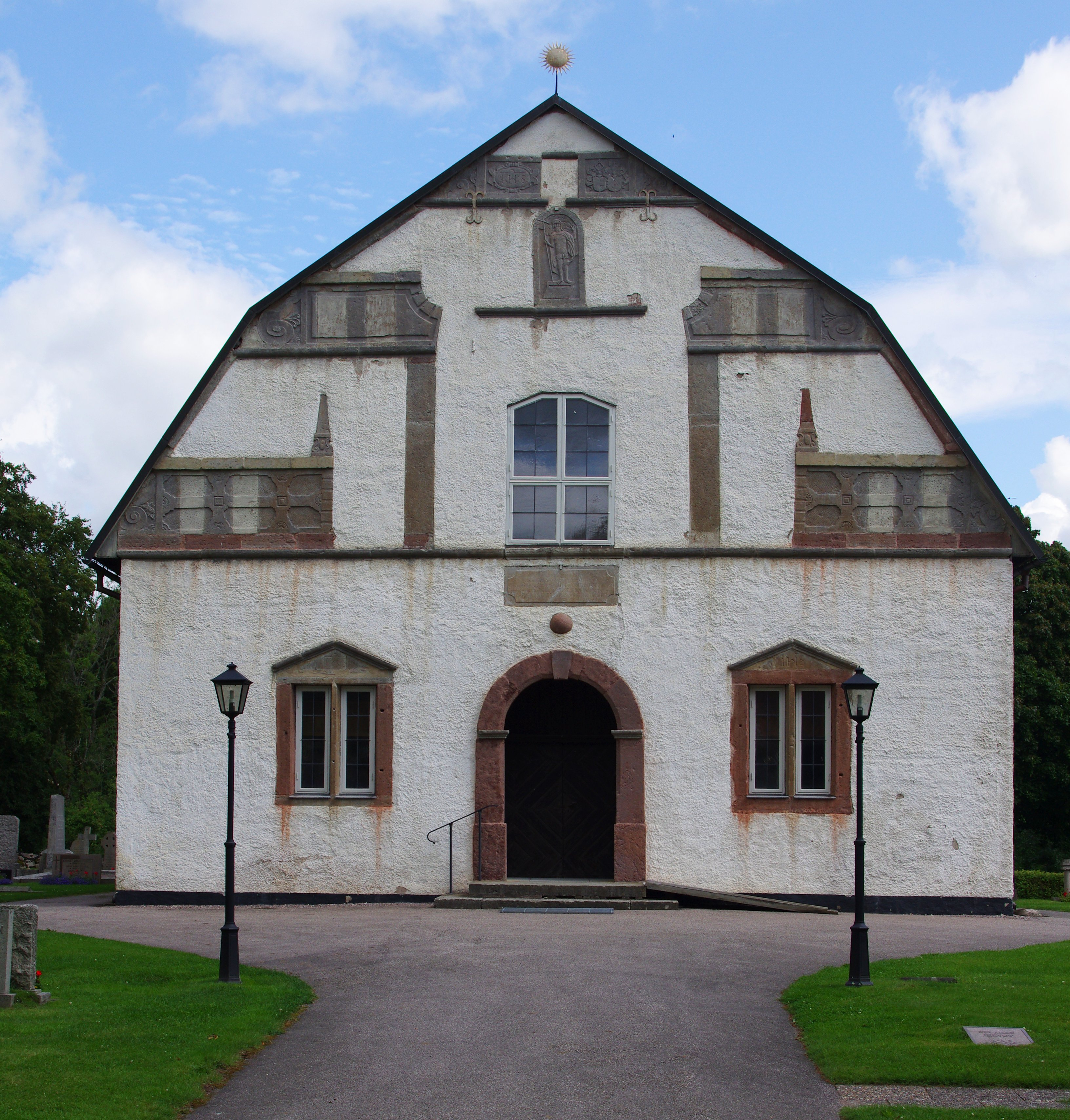
Kyrkans gavel 2011

Lillklockan har campanulaform och är av samma typ som den i Saleby kyrka och därmed från 1200-talet. Den hörde ursprungligen till Skofteby kyrka, vars socken, Skofteby socken, år 1776 införlivades med Norra Härene socken. Skofteby kyrka revs 1783.
På halsens skriftband på Lillklockan finns endast fyra små och ojämnt ristade kors. På det nedre skriftbandet finns en mycket primitiv inskrift som rättvänd kan läsas: + AVE :  MARIA : GACIA : PLENA + vilket utgör första delen av den latinska Änglahälsningen.

### Orglar
- Den första orgeln var byggd 1826 av Mårten Bernhard Söderling och dennes son Johan Nikolaus.
- År 1892 installerades en helt ny orgel byggd av Carl Axel Härngren 1892.
- Nuvarande orgel på västra läktaren är byggd 1975 av Smedmans Orgelbyggeri och har tolv stämmor fördelade på två manualer och pedal. Fasaden med ljudande mittfält härstammar från föregående 1892 års orgel.[7]

## Bilder

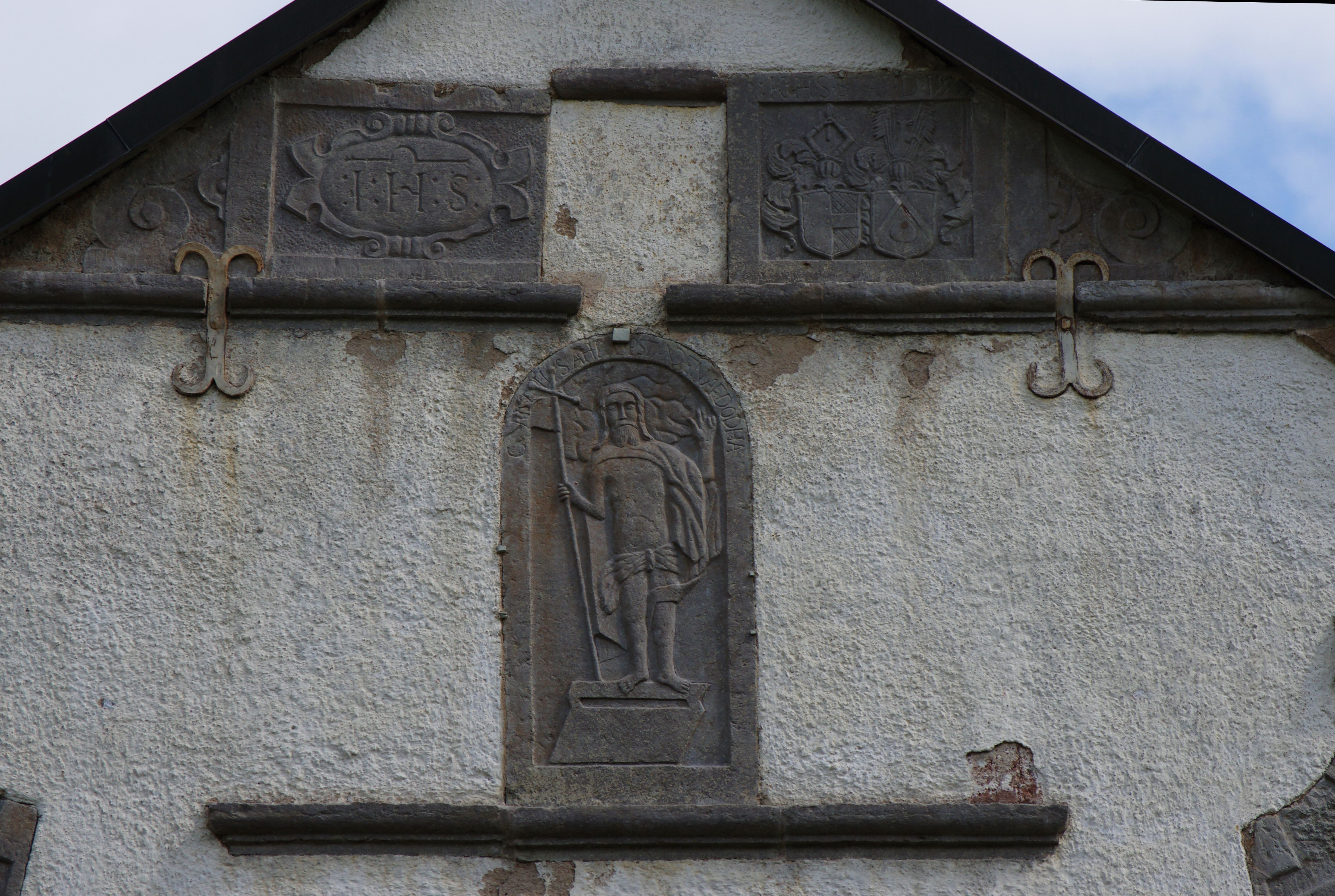
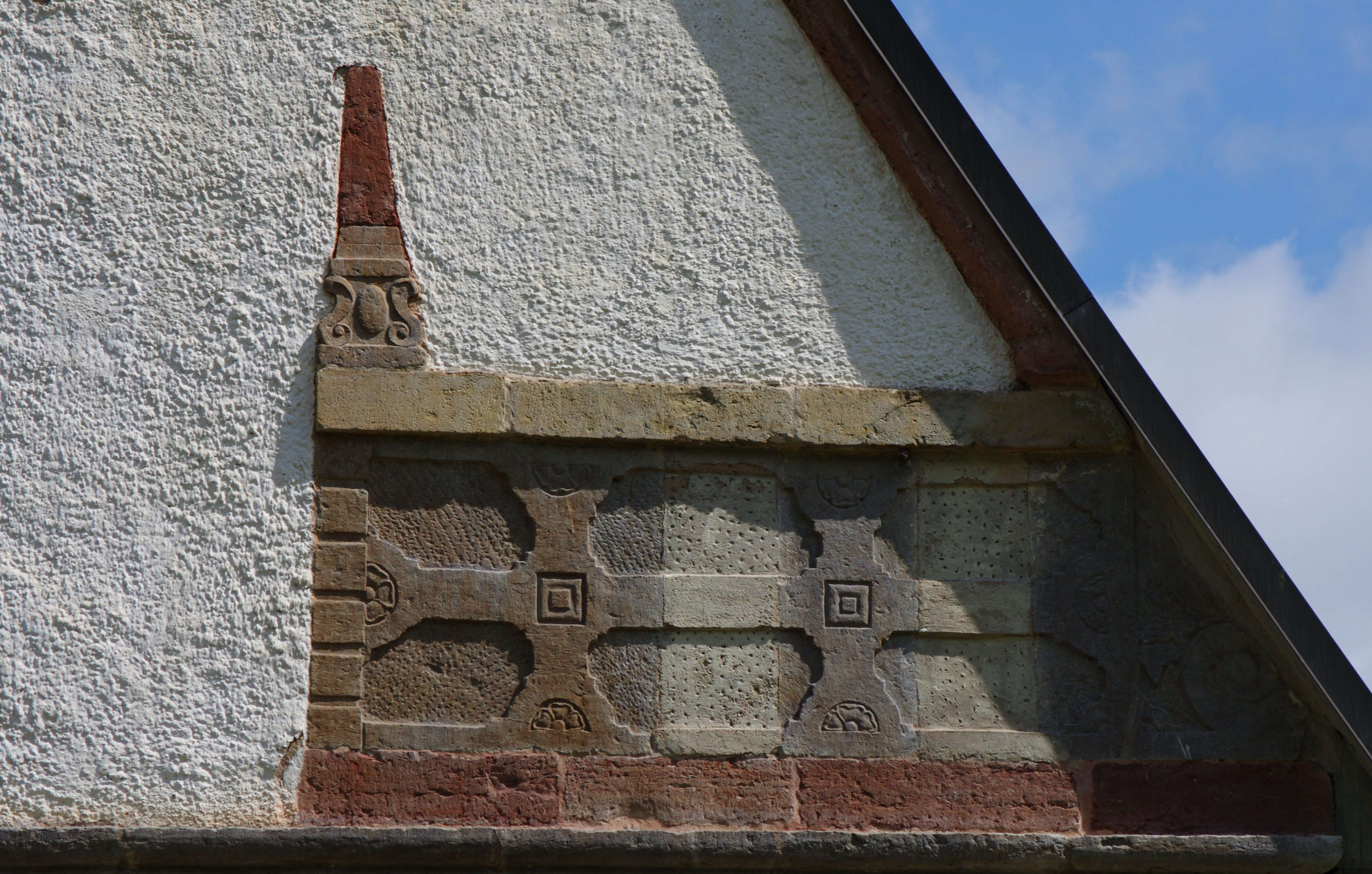
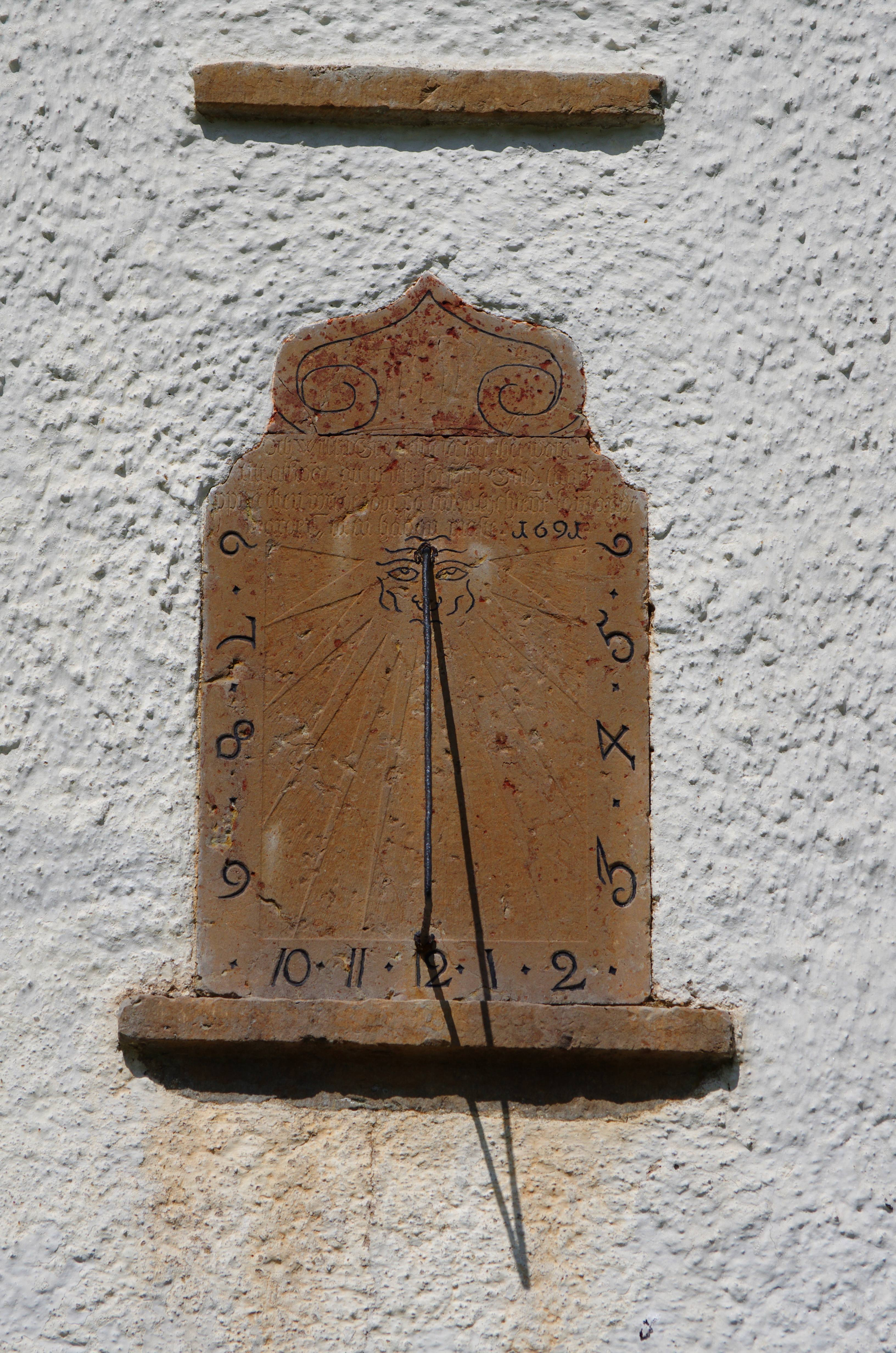
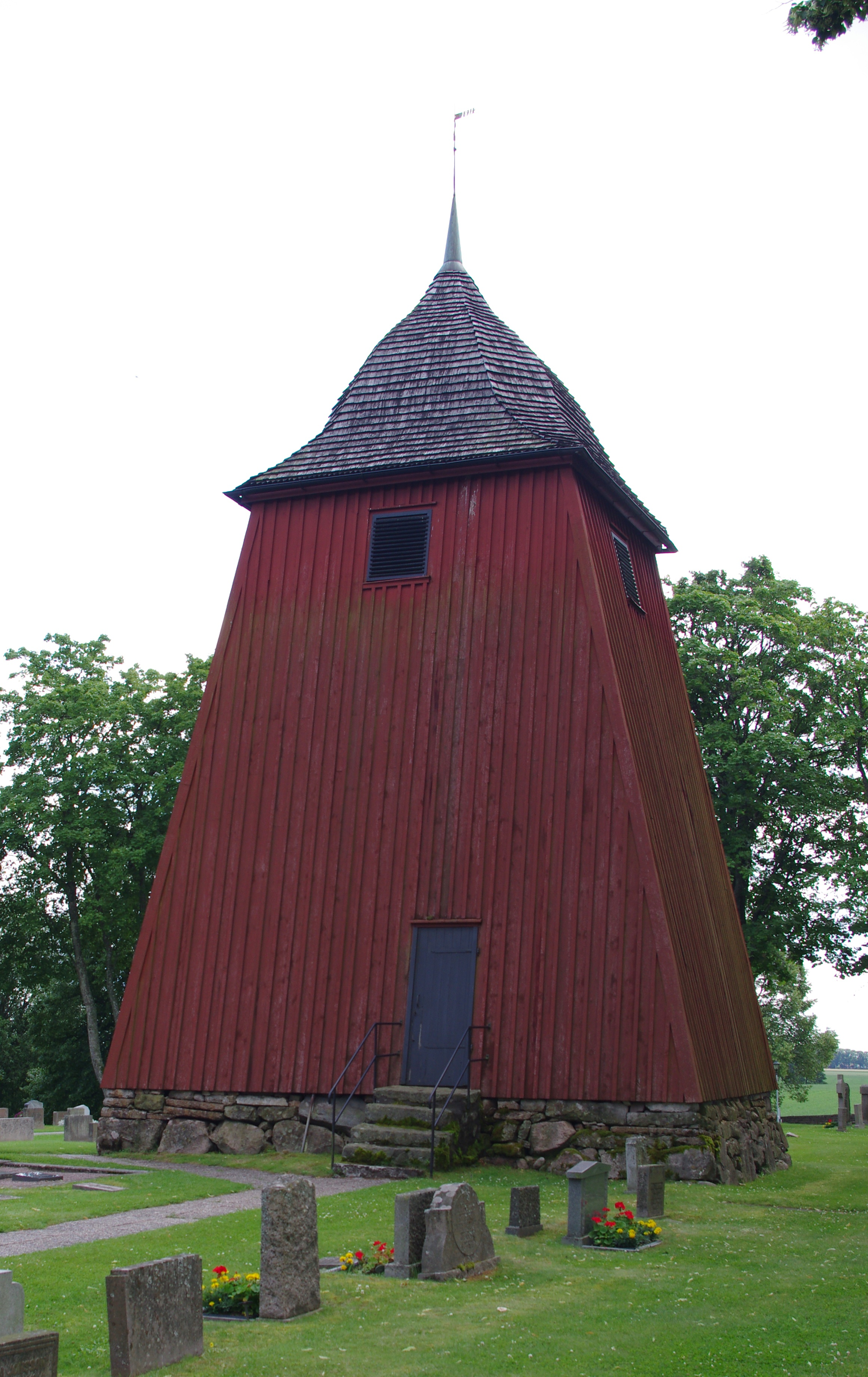
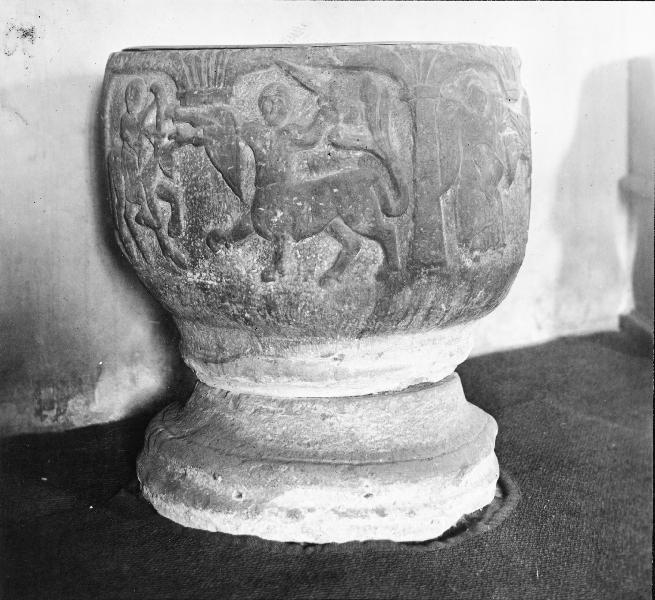
Dopfunt.
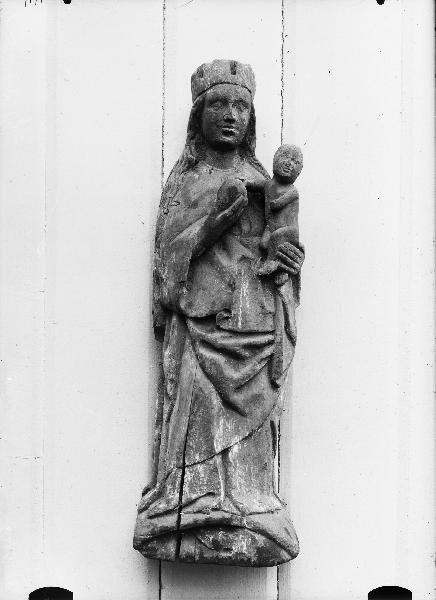
Madonna 1400-talet.
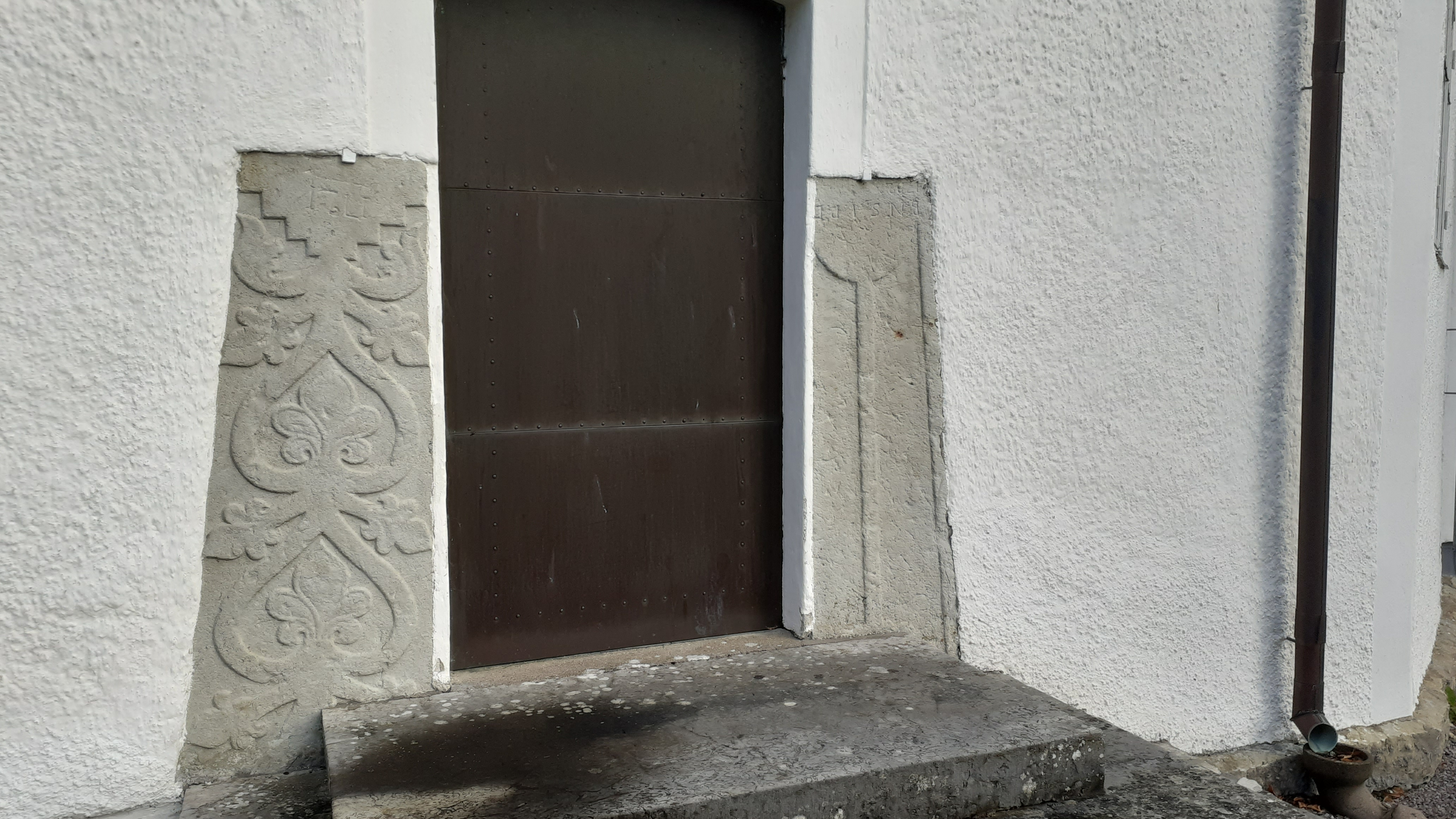
Sidodörr
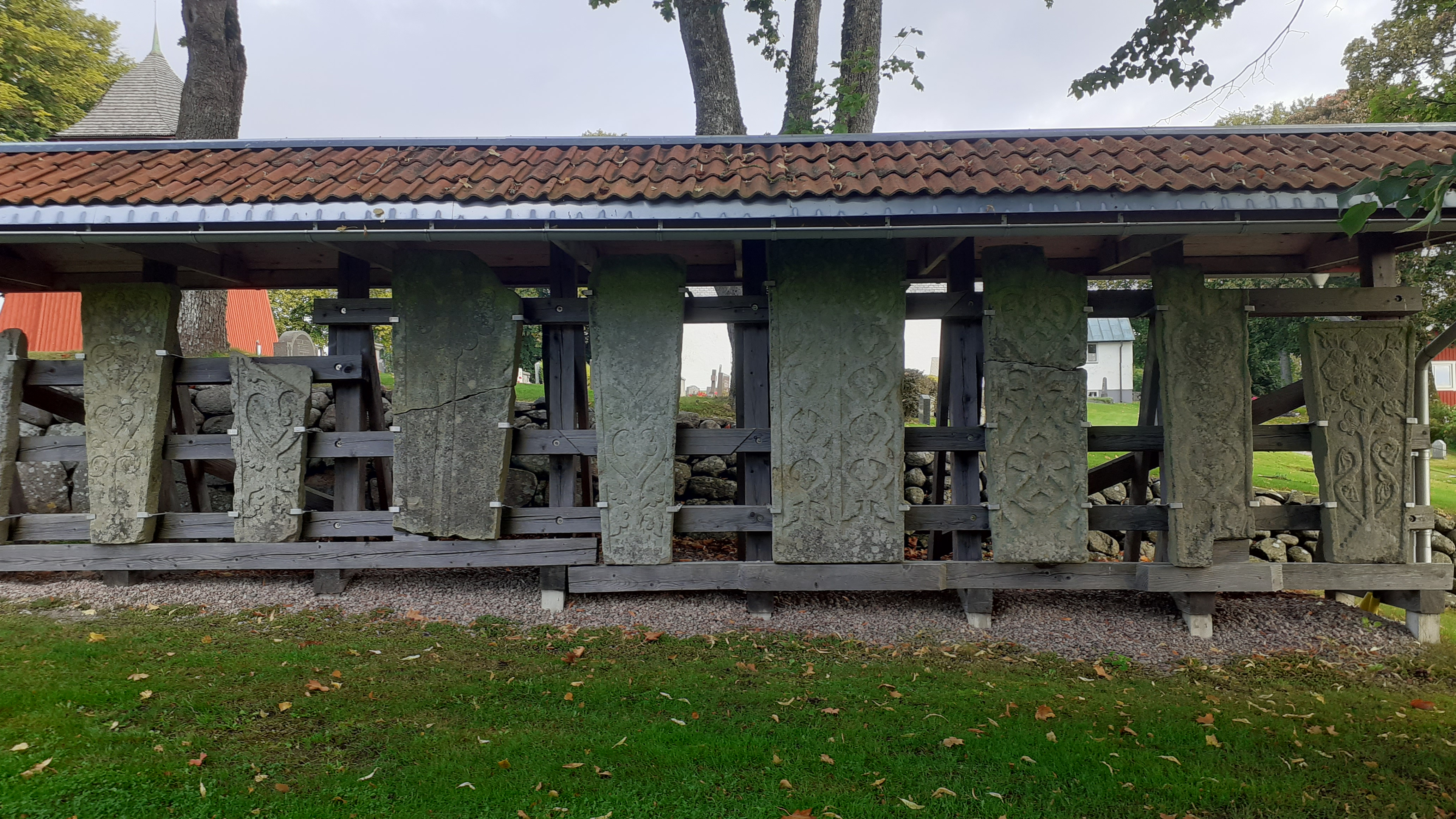
Liljestenar på kyrkogården.
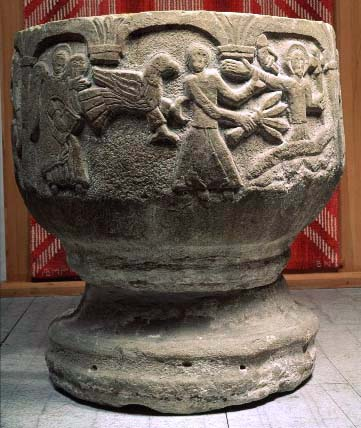
Dopfunten är från mitten av 1100-talet och av sandsten.[8] SHM hänför den till den s.k. "Skaragruppen".